# Holger Sverdrup Kiær
Holger Sverdrup Kiær (* 3. April 1856 in Tønder; † 1928) war ein dänischer Arzt.

## Leben
Holger Sverdrup Kiær war der Sohn des Herredsvogts Christian Albert Kiær und seiner Frau Mathilde Ingeborg Bagger. Er besuchte die Schule in Ribe, die er 1874 abschloss. Anschließend begann er ein Medizinstudium, dass er 1882 als cand. med. und cand. chir. beendete. Noch im selben Jahr wurde er nach Grönland gesandt, wo er als kommissarischer Distriktsarzt in Ilulissat arbeitete. Nach einem Jahr kehrte er nach Dänemark zurück, wo er sechs Jahre lang an verschiedenen Krankenhäusern arbeitete. 1889 zog er wieder nach Grönland, wo er erneut Distriktsarzt in Ilulissat wurde, von wo aus er allerdings für ganz Nordgrönland zuständig war. Von 1895 bis 1896 hatte er ein Jahr Heimaturlaub. Nach zehn Jahren im Amt kehrte er 1899 wieder nach Dänemark zurück und eröffnete eine Arztpraxis in Egebjerg. Grönland war ihm jedoch so sehr ans Herz gewachsen, dass er 1905 zum dritten Mal nach Ilulissat zog. Der Arztdistrikt war mittlerweile aufgespalten worden, sodass sein Arbeitsgebiet deutlich kleiner war. Von 1909 bis 1910 hatte er ein weiteres Jahr Heimaturlaub. 1912 ließ er sich wegen der klimatischen Bedingungen in Nordgrönland nach Sisimiut versetzen. Am 30. März 1913 heiratete er dort im Alter von knapp 57 Jahren die 28-jährige Dänin Yrsa Williamine Laurine Gunilla Segner Hansen (1884–?), Tochter des Geschäftsführers Lauritz Viktor Hansen und seiner Frau Augusta Juliane Segner. In Sisimiut wurde er jedoch auch nicht froh und kehrte deswegen 1914 nach Europa zurück. Er arbeitete noch bis etwa 1926 als medizinischer Berater für Grönland und wurde dann im Alter von 70 Jahren pensioniert. 1920/21 war er Mitglied der Grønlandskommission gewesen. 1906 gab er das Buch Dansk indflydelse i Grønland heraus. Daneben schrieb er wissenschaftliche Artikel in Arztzeitschriften. 1908 wurde er zum Ritter des Dannebrogordens ernannt. Er starb 1928 im Alter von rund 72 Jahren.